# Uttana Šisosana
Uttana Šisosana (त्रिकोणासन) neboli velké „štěně“ je jednou z ásan.

## Etymologie
Název pochází ze sanskrtského slova uttana (natažený, šisu štěně a asana (आसन) posed/pozice.

## Popis
- vstupní pozicí je poloha kočky
- z dlaní se přesunout na lokty, které jsou pod rameny, ruce opatrně natáhnout
- hrudník položit na zem, hlava je opřená o čelu nebo bradu , kolena jsou pod kyčlemi